# Dumbrava Manzâr
Dumbrava Manzâr (în ucraineană Діброва Манзирська) este o rezervație peisagistică de importanță locală din raionul Bolgrad, regiunea Odesa (Ucraina), situată între satele Manzâr și Inculițeni (parcela 4 a silviculturii „Borodino” din silvicultura de stat Sărata), în imediata apropiere de granița cu Republica Moldova.
Suprafața ariei protejate este de 101 de hectare, fiind creată în anul 1972 prin decizia comitetului executiv regional Odesa. Rezervația a fost creată pentru a proteja plantațiile de stejar vechi de peste 100 de ani, care sunt un model de împădurire a stepei. 